# Pitcairnia flexuosa
Pitcairnia flexuosa är en gräsväxtart som beskrevs av Lyman Bradford Smith. Pitcairnia flexuosa ingår i släktet Pitcairnia och familjen Bromeliaceae. Inga underarter finns listade i Catalogue of Life.